# Sites historiques et culturels majeurs protégés au niveau national (Ningxia)
Cette liste regroupe les principaux sites protégés pour leur valeur culturelle et historique au niveau national par l'administration d'état chargée du patrimoine culturel en Chine pour la région autonome de Ningxia. Elle a été établie en sept vagues successives: la liste 1 en 1961, 2 en 1982, 3 en 1988, 4 en 1996, 5 en 2001, 6 en 2006, 7 en 2013.
| N°       | Désignation                         | Ville / district      | Image |
| -------- | ----------------------------------- | --------------------- | ----- |
| 1-76     | Pagode Haibao                       | Yinchuan / Xingqing   |       |
| 2-12     | Grottes de Xumishan                 | Guyuan / Yuanzhou     |       |
| 3-136    | Grande mosquée de Tongxin           | Wuzhong / Tongxin     |       |
| 3-154    | Pagodes jumelles de Baisikou        | Yinchuan / Helan      |       |
| 3-155    | 108 stupas                          | Wuzhong / Qingtongxia |       |
| 3-185    | Site de Shuidonggou                 | Yinchuan / Lingwu     |       |
| 3-248    | Nécropole des Xia occidentaux       | Yinchuan / Xixia      |       |
| 4-193    | Art pariétal des monts Helan        | Yinchuan / Helan      |       |
| 5-128    | Site de Kaicheng                    | Guyuan / Yuanzhou     |       |
| 5-442(3) | Grande muraille de Qin              | Guyuan                |       |
| 6-213    | Site de Gezishan                    | Wuzhong / Qingtongxia |       |
| 6-214    | Site de Caiyuan                     | Zhongwei / Haiyuan    |       |
| 6-215    | Mine de cuivre de Zhaobishan        | Zhongwei / Shapotou   |       |
| 6-216    | Fours de Lingwu                     | Yinchuan / Lingwu     |       |
| 6-217    | Vieille ville de Zhangjiachang      | Wuzhong / Yanchi      |       |
| 6-807    | Pagode du temple Chengtian          | Yinchuan / Xingqing   |       |
| 6-808    | Résidence Dong                      | Wuzhong / Litong      |       |
| 6-1076   | Site révolutionnaire de Jiangtaibao | Guyuan / Xiji         |       |
| 7-0485   | Site de Yehezi                      | Guyuan / Longde       |       |
| 7-0486   | Site de la ville de Guyuan          | Guyuan                |       |
| 7-0487   | Site de Shengwei Cheng              | Shizuishan            |       |
| 7-0488   | Site de Qiying Beizui Cheng         | Zhongwei / Haiyuan    |       |
| 7-0489   | Site de Liuzhou Cheng               | Zhongwei / Haiyuan    |       |
| 7-0490   | Site de Daying Cheng                | Guyuan / Yuanzhou     |       |
| 7-0491   | Site de Xingwuying Cheng            | Wuzhong / Yanchi      |       |
| 7-0691   | Nécropole de Guyuan                 | Guyuan / Yuanzhou     |       |
| 7-0692   | Tombes Tang de Xunziliang           | Wuzhong / Yanchi      |       |
| 7-1481   | Pagode Hongfo                       | Yinchuan / Helan      |       |
| 7-1482   | Pagode du temple Kangji             | Wuzhong / Tongxin     |       |
| 7-1483   | Pagode Mingshazhou                  | Zhongwei / Zhongning  |       |
| 7-1484   | Pavillon Yuhuang de Yinchuan        | Yinchuan / Xingqing   |       |
| 7-1485   | Mosquée Najiahu                     | Yinchuan / Yongning   |       |
| 7-1486   | Pagode Tianzhou                     | Shizuishan / Pingluo  |       |
| 7-1487   | Pavillon Yuhuang de Pingluo         | Shizuishan / Pingluo  |       |
| 7-1488   | Temple Gaomiao                      | Zhongwei / Shapotou   |       |